# 이사 칼사도
마리아 이사도라 우세르 칼사도(스페인어: Maria Izadora Ussher Calzado, 1982년 8월 12일 ~ )는 필리핀의 배우, 모델이다.

## 출연 작품
- 디스턴스 (2018)
- 더 워터 스피릿 (2017)
- 블리스 (2017)
- 레스트 하우스 (2015)
- 바버스 테일 (2013)
- 화이트 하우스  (2010)
- 뷰티 퀸 (2010)
- 원 트루 러브 (2008)
- 마닐라 (2008)
- 아델라 (2008)
- 에코 (2008)
- 세이안스 (2007)
- 바타네스 (2007)
- 모멘츠 오브 러브 (2006)
- 에코 (2004)